# مونتاین رنچ سابدویژن (کالیفرنیا)
مونتاین رنچ سابدویژن (به انگلیسی: Mountain Ranch Subdivision) یک منطقهٔ مسکونی در ایالات متحده آمریکا است که در شهرستان کالاوراس، کالیفرنیا واقع شده‌است. مونتاین رنچ سابدویژن ۳۴۹ متر بالاتر از سطح دریا واقع شده‌است.